# 楊聖廟
楊聖廟，是位於臺灣臺北市萬華區寶興街與東園街154巷交口處的楊姓祠堂，在地人俗稱之「楊祖廟」，由加蚋仔在地望族楊姓宗親組織「財團法人楊姓四知堂」成立於1960年，1963年竣工，主祀「楊府聖祖」隋文帝楊堅。

## 概要
1960年4月2日，「財團法人楊姓四知堂」宗親會以「溪州楊六賽公祭祀管理委員會」之名義於堀仔頭購置1500坪面積土地捐輸作為建廟用地，1963年硬體設備建置完成，「財團法人楊姓四知堂附設楊姓聖廟」告竣。1999年7月5日，正式完成孝廟登記正名為現名。廟體樣式為中國閩南式翹燕子尾五開間建築，廟埕廣闊，為南萬華東園地區一帶少數可舉辦大型社區活動、競選造勢及迎神賽會的空間。

## 奉祀神祇
楊聖廟本殿有神龕四間，正中主祀楊府聖祖隋文帝楊堅、文聖祖東漢太尉楊震、令公祖北宋大將軍楊業以及其兩名子嗣楊延輝、楊延昭 ，配祀忠惠聖侯、保生大帝、保儀大夫、文昌帝君等諸神，功德堂供奉楊六賽公、楊史部少卿明珠公等諸先賢神主。

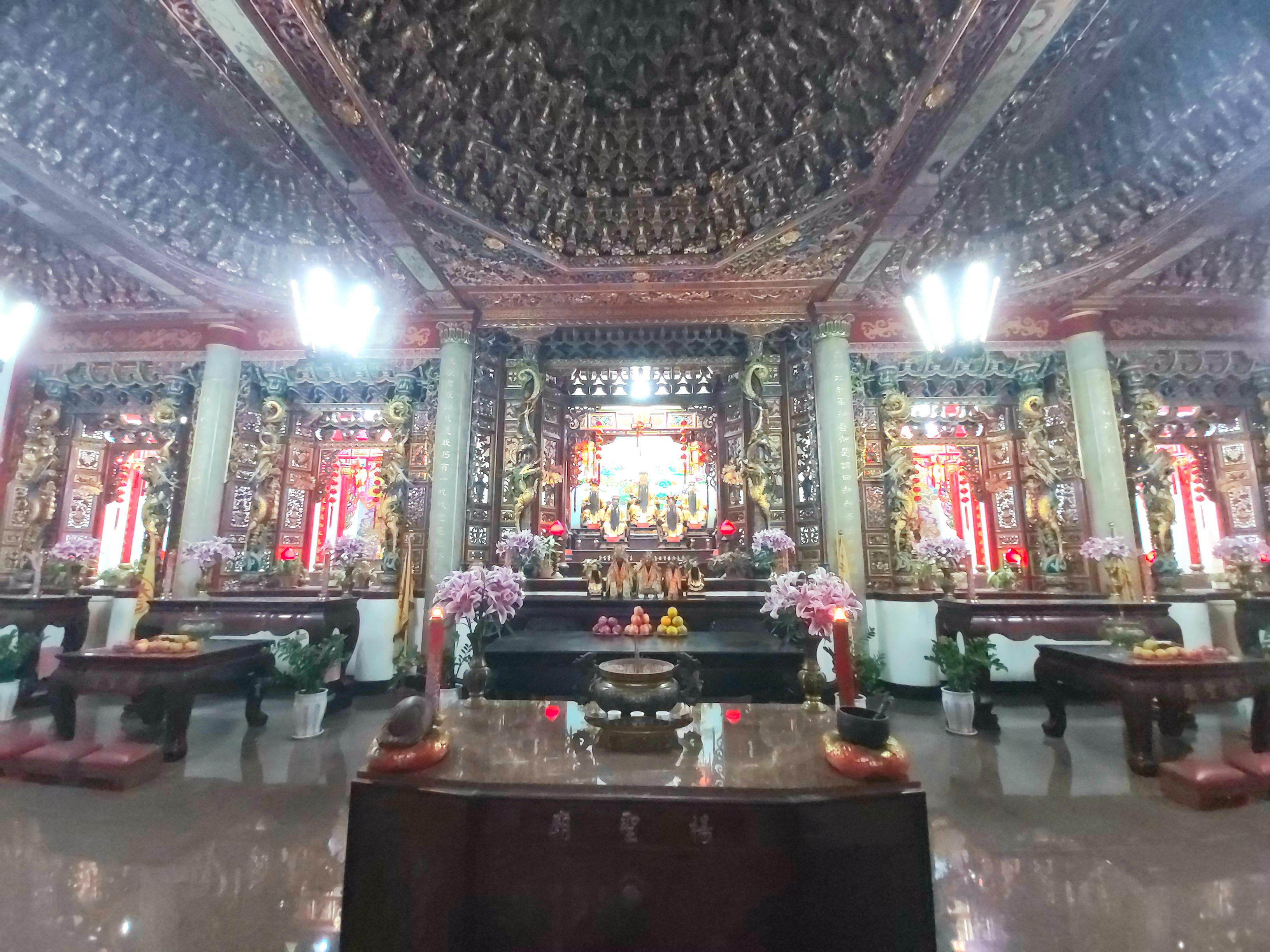
本殿室內
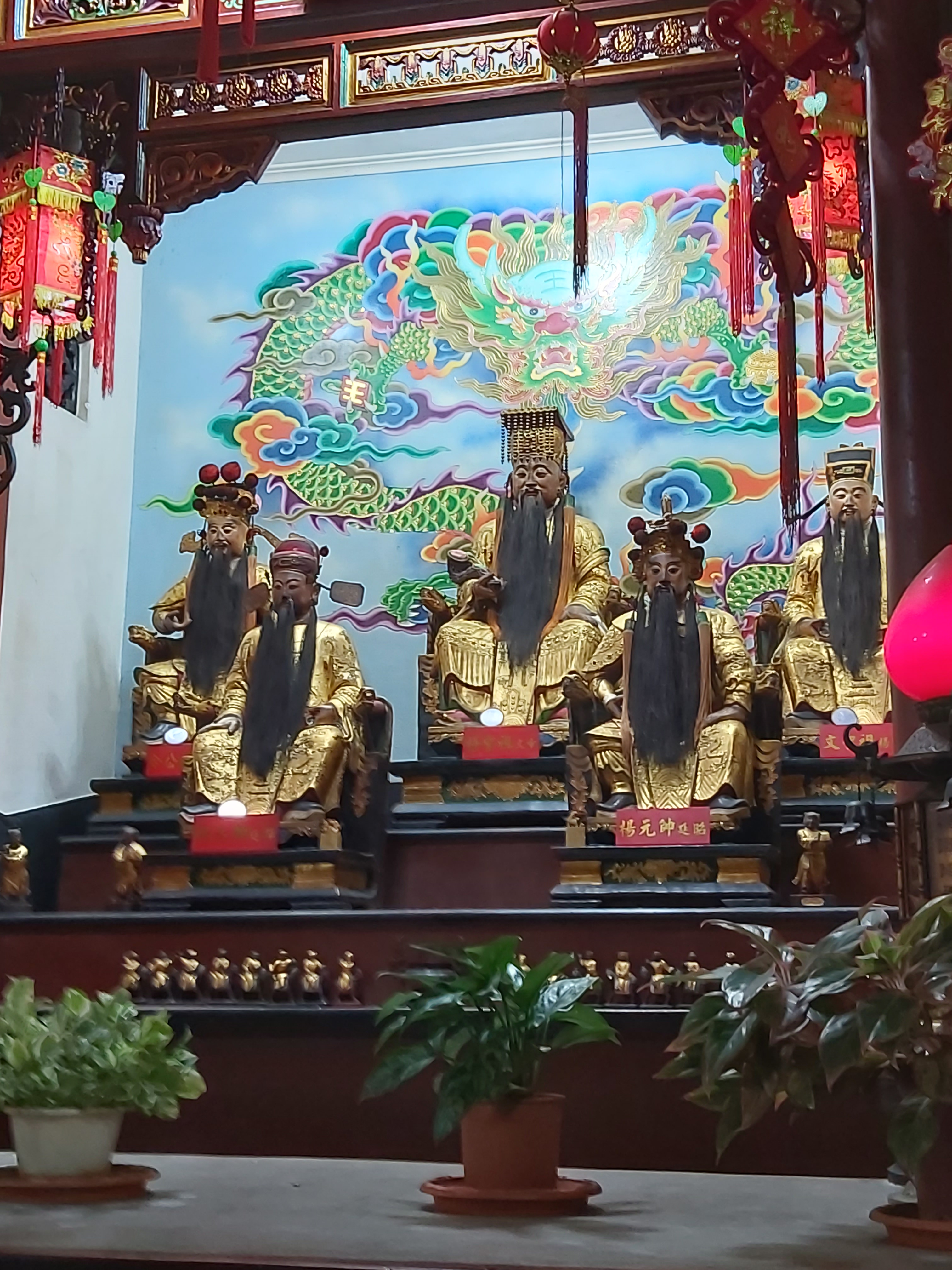
正中神龕內的楊府聖祖
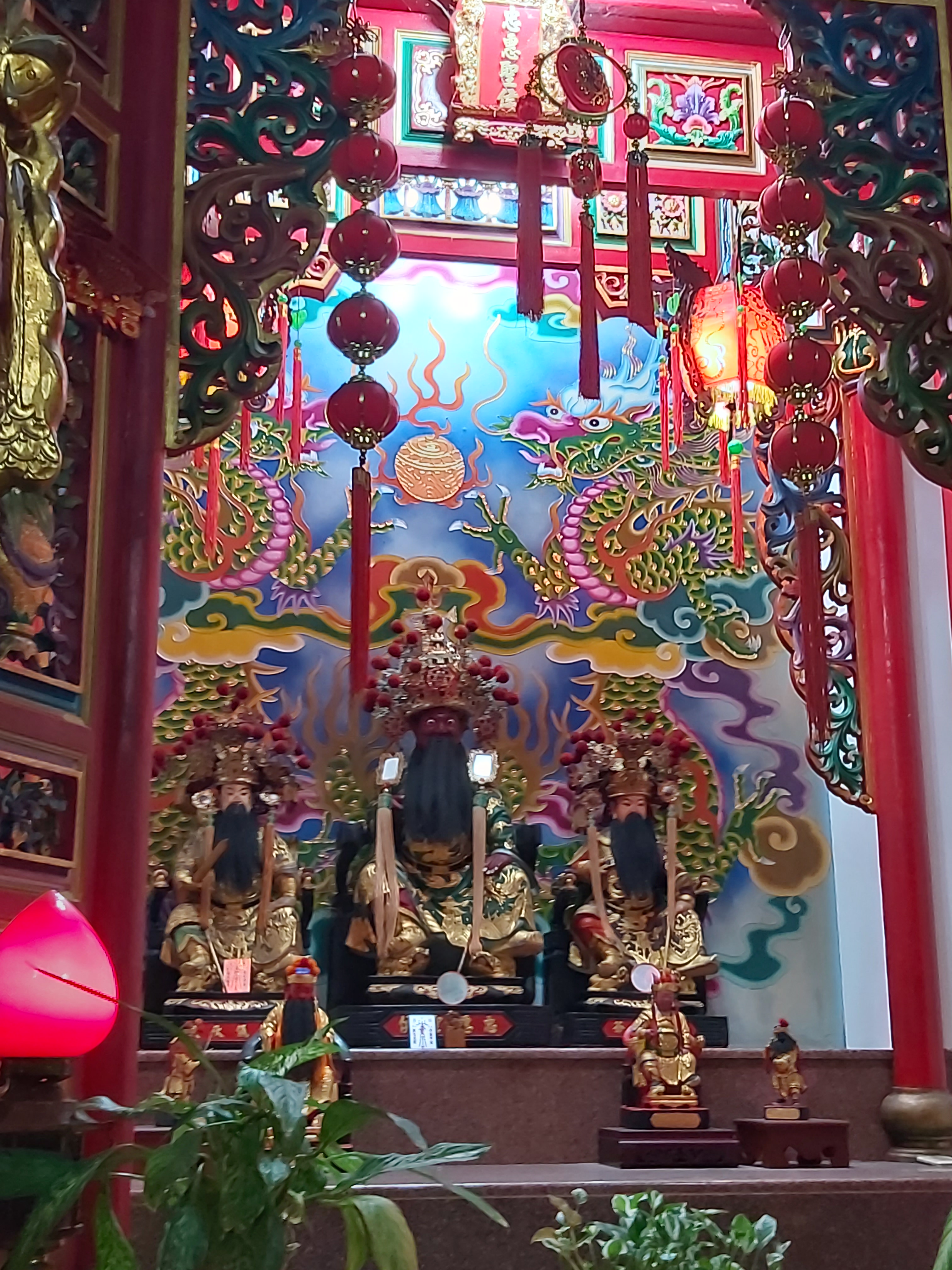
配祀忠惠聖侯

## 外部連結
- 財團法人楊姓四知堂 楊聖廟官網 （页面存档备份，存于）